# 송가이 제국
송가이 제국(영어: Songhai Empire, Songhay Empire)은 15세기 ~ 16세기동안 서아프리카에서 부흥한 제국 중 하나였다. 수도는 가오였다.

## 역사

### 기원
송가이 제국 이전, 이 지역은 말리 제국이 다스리고 있었다. 말리 제국은 아라비아 상인들과의 교역을 통해서 엄청난 부를 쌓았고, 만사 무사에 이르자 말리 제국은 절정에 이르렀다. 그러나 15세기부터 말리 제국이 쇠퇴하기 시작했다. 그리고 인접국이었던 손니 알리의 지휘 아래에 말리 제국은 멸망했다.

### 손니 알리
손니 알리는 송가이 제국을 세운 황제로서 무슬림이었고, 또한 송가이 제국의 인접국을 정복한 황제기도 했다. 손니 알리는 송가이 제국에 부를 가져왔고, 팀북투에는 8만여 명이 살고 200여 개의 학교가 존재했다. 또한 손니 알리는 투아레그족과 모시족을 추방하고 니제르강 상류 ~ 중류 지역에 일대 제국을 구축했다. 그는 광대한 통치조직을 확립하고 과세제도를 정비하여 국가재정을 안정시켰다. 또 이슬람교를 허용해 사하라를 통한 교역은 활발해졌고, 젠네, 통부크투, 우알라타 등의 도시는 교역·종교·학문의 중심지가 되었다. 16세기 초 남쪽의 카치나, 자리아, 카노의 하우사족 등 여러 국가를 정복하여 영토는 대서양 연안까지 이르렀으며 북방에서는 투아레그족의 근거지 에일과 아가데스를 점령했다.

### 아스키아 무함마드

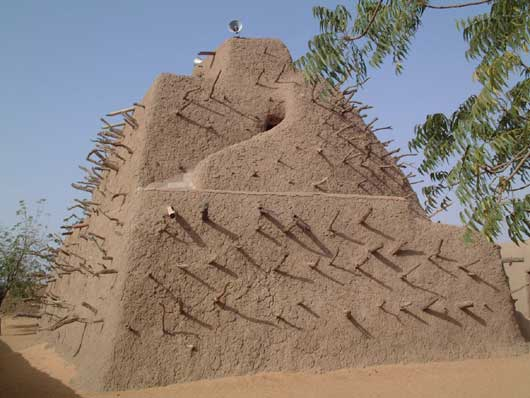
아스키아 왕릉

무함마드 투레는 아스키아 또는 우수르푸르라고 칭하고, 그의 이름으로 왕조의 이름을 선택했다. 손니 알리가 정복을 가져왔다면, 무하메드 투레는 정치 개혁 및 활력을 가져왔다. 또한 그는 농사와 군사에 관련된 일 등 각각 감독 관리를 위한 관직을 설치했다. 그리고 무하메드 투레는 무슬림으로서 만사 무사와 같이 메카로의 순례 여행을 다녀오고, 종교 학교와 이슬람교 사원을 세웠다. 그는 손니 알리가 정복한 땅을 행정 구역으로 편입시키고, 이슬람교를 널리 퍼뜨렸다. 또한 그는 손니 알리 못지않게 전쟁을 여러 차례 벌였다. 또한 무하메드 투레는 나라의 기틀을 완성해 그의 통치 아래 제국의 전성기는 최고조에 이르렀다.

### 쇠퇴
초대 황제인 손니 알리 이후로 계속되던 계승자 싸움으로 약해진 제국은 모로코의 여러 제안을 받아들이는 등 힘 없는 모습을 보였다. 마침내 1590년 모로코의 군대가 사하라를 넘어서 송가이로 쳐들어왔다. 송가이는 수적으로 우세했지만, 화약병기를 가진 모로코에 무너지게 되었다. 이어진 전쟁에서 1591년 팀북투, 가오 등의 점령과 약탈은 제국의 멸망을 상징했다. 제국의 멸망 뒤 주둔하던 모로코군은 점령한 영토에서 원주민 게릴라군과 유목민과의 끝없는 전투에 시달려야했고, 1603년 모로코 내부가 혼란해지자 세력이 규합하여 제국이 생기는 일이 없도록 수많은 소국으로 쪼개어버리고는 철수하면서 서아프리카의 제국은 이로써 완전히 소멸한다.

## 경제
송가이 제국은 보다 안정적인 교역을 했다. 송가이 제국은 엄청난 양의 금을 캐내 수출해 부유했고, 소금은 약 800km 밖에서 끌고 와야 하기 때문에 아주 귀했다.
송가이 제국의 기반은 봉건 계급 제도에 두었다. 상위 계급은 사회에서 높은 자리를 보유하고 있으며, 중간 계급은 금속세공인이나 어부 및 목수이며, 하위 계급은 전쟁을 통해 얻은 전쟁 포로나 노예였다.

## 같이 보기
- 말리 제국